# Голдапський повіт
Голдапський повіт (пол. powiat gołdapski) — один з 19 земських повітів Вармінсько-Мазурського воєводства Польщі. Утворений 1 січня 1999 року внаслідок адміністративної реформи.

## Загальні дані
Повіт знаходиться у північно-східній частині воєводства.
Адміністративний центр — місто Голдап. Станом на 1.01.2008 населення становить 26 818 осіб, площа 771,89 км².

## Демографія
Демографічні дані повіту станом на 30.06.2008:
|       | Всього | Всього | Жінки  | Жінки | Чоловіки | Чоловіки |
| ----- | ------ | ------ | ------ | ----- | -------- | -------- |
|       | осіб   | %      | осіб   | %     | осіб     | %        |
| Повіт | 26 844 | 100    | 13 637 | 50,8  | 13 207   | 49,2     |
| Міста | 13 514 | 100    | 6 971  | 51,58 | 6 543    | 48,42    |
| Села  | 13 330 | 100    | 6 666  | 50,01 | 6 664    | 49,99    |